# کارایاتاک (آک‌یورت)
کارایاتاک (به لاتین: Karayatak) یک منطقهٔ مسکونی در ترکیه است که در اکیورت واقع شده‌است.